# Чирківське сільське поселення
Чиркі́вське сільське поселення (рос. Чирковское сельское поселение) — муніципальне утворення у складі Казанського району Тюменської області, Росія.
Адміністративний центр — присілок Чирки.

## Населення
Населення — 552 особи (2020; 553 у 2018, 604 у 2010, 656 у 2002).

## Склад
До складу поселення входять такі населені пункти:
| Населений пункт         | Населення, осіб (2002) | Населення, осіб (2010) |
| ----------------------- | ---------------------- | ---------------------- |
| Дальньотравне, присілок | 184                    | 168                    |
| Чирки, присілок         | 472                    | 436                    |